# Dinicu Golescu
Constantin Golescu (cunoscut sub numele de Dinicu Golescu; n. 7 februarie 1777, Muntenia, România – d. 5 octombrie 1830, București, Țara Românească) a fost un boier și cărturar român, fiu al marelui ban din Țara Românească Radu Golescu și al Zoiței Florescu.

## Biografie
Tatăl său a fost Radu (Răducanu) Golescu, mare ban. Mama sa, Zoița Florescu era fiica lui Constantin Florescu. Dinicu (Constantin) Golescu a fost cel mai mic din patru frați, trei fii și o fiică: Nicolae, Gheorghe, Ana căsătorită cu banul Mihai Racoviță, Constantin (Dinicu).    Un arbore genealogic al Goleștilor a fost publicat de Anastasie Iordache (1982).
Dinicu Golescu s-a căsătorit cu Zoe Farfara în 1804, fiica lui Alexandru Farfara. Din această căsătorie s-au născut Ana Golescu (1805-1878) căsătorită cu Alexandru Racoviță,  Ștefan (1809-1874), Nicolae (1810-1877), Radu Golescu (1814-1882) și Alexandru (1818-1873), după cum rezultă din datele însemnate pe pietrele funerare de la Golești.   

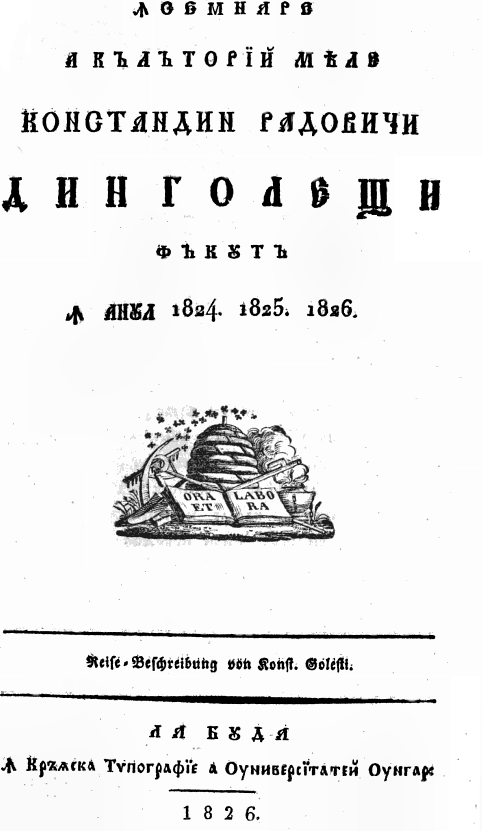
Prima pagină din "Însemnare a călătoriei mele", 1826

Împreună cu fratele său mai mare, Iordache, a studiat la Academia grecească din București, cu Lambros Fotiadis, Constantin Vardalah (director al școlii din 1803) și  Ștefan Commitas, profesori eleniști iluștri. A participat, de asemenea alături de fratele său Iordache, la înființarea în 1822 a unei societăți literare secrete la Brașov, "Societatea de la Brașov -în același timp politică și literară", se pare de inspirație masonică. La conducerea societății mai erau: Nicolae Văcărescu, Gr. Băleanu, Emanoil Băleanu, Constantin Câmpineanu, Em. Florescu, episcopul de Argeș Ilarion. Statutele societății s-au pierdut. Scopul societății era de a elabora un program de reforme. Societatea de la Brașov a avut o existență de scurtă durată; a fost prima societate literară românească.
În anul 1823, marele logofăt Dinicu Golescu a fost trimis în Rusia, însoțit de alți boieri, într-o misiune secretă, pentru a înainta țarului un memoriu din partea boierilor.  În 1825 în timpul călătoriei sale prin Europa a fost inițiat în francmasonerie într-o lojă masonică din Elveția; în același an, revenit din călătorie, începe să participe la lucrările unei loji bucureștene.
A fost ispravnic, hatman și mare logofăt în Muntenia. A înființat în primăvara anului 1826, la conacul  moșiei sale  din Golești, o școală-internat de băieți,  cu două tipuri de cursuri: ghimnasticesc (în primii cinci ani de învățământ) și filosoficesc (în anul VI); în această școală puteau învăța gratuit (i.e. pe cheltuiala lui) tineri,  indiferent de categoria socială din care făceau parte. Școala era deschisă tuturor: „școală slobodă obștească, unde pot merge fiii nobleții, ai norodului, și măcar și robi, pământeni și streini, pentru limba românească, nemțească, grecească, latinească și italienească”, după cum scrie Dinicu în Insemnare a călătoriei...(op. cit.). Școala și-a început cursurile la 1 mai 1826, sub conducerea profesorului transilvănean Florian Aaron,  care a elaborat și programele școlii, și a funcționat până la moartea lui Dinicu Golescu, survenită în anul 1830.
Dinicu Golescu a fost în Occident de două sau de trei ori în anii 1824, 1825, 1826. În ultima sa călătorie i-a înscris pe fiii săi Radu, Alexandru, Ștefan și Nicolae  la școli occidentale: pe Radu și Alexandru într-un institut din  München, spre a primi o educație germană, iar Ștefan și Nicolae - într-o școală superioară din Geneva, pensionul Töpffer, pentru a căpăta o educație franceză. Profesorul Rodolphe Töpffer a fost unul dintre discipolii lui Jean-Jacques Rousseau. Cercetând arhivele din Geneva ale pensionului Töpffer, N. Iorga a afirmat că cei doi frați Golescu apar în 1827 între studenții în filozofie. În caietele lui Töpffer sunt trecuți și ceilalți doi fii, Radu C. Golescu și Alexandru C. Golescu încă de la 1830. „Din note se vede că se făceau versiuni latine și grecești, se învăța geografia, retorica, istoria, se făcea clasă de arme, de balet în salon, de desen, se recita...Elevii erau trimiși la concerte, la teatru.” (N.Iorga, op. cit. pp. 5-6). În septembrie 1833, cei doi frați Golescu au plecat din pensionul lui Töpffer, iar în 1834 li s-au eliberat diplome.
În anul 1826, după o călătorie în Occident, Dinicu Golescu a luat legătura cu Ion Heliade Rădulescu. În numele lui Heliade, Dinicu Golescu a solicitat , în anul 1828, o aprobare pentru editarea unei gazete cu titlul Curierul român, care s-a numit în cele din urmă Curierul românesc. În același an, 1828, s-a primit aviz favorabil de la Kiseleff, în 3 decembrie 1828, pe baza raportului întocmit de  contele rus Pahlen, Feodor Petrovici, președinte al Divanurilor Principatelor, ca urmare a instaurării administrației militare ruse în timpul războiului ruso-turc (1828-1829). Avizul favorabil a fost dat cu avertismentul „de a nu supăra niciodată religia, morala și buna cuviință.” Noul ziar în limba română a început să apară la 8/20 aprilie 1829, în București. În prima serie a Curierului românesc, cu 1-4 numere pe săptămână, Ion Heliade este menționat ca fondator, editor și proprietar, un timp fiind ajutat de Constantin Moroiu.
Dinicu Golescu a intenționat să întemeieze o școală de fete în București, școli primare în  alte localități din țară, un teatru național, să inițieze luarea de măsuri pentru îmbunătățirea situației țărănimii, dar a murit de holeră la 5 octombrie 1830. 
În 1827, Dinicu Golescu, împreună cu Ion Heliade Rădulescu, a pus bazele „Societății Literare” din București, societate cu un pronunțat caracter politic. Stanciu Căpățîneanu a fost inițiat ca al treilea membru al societății secrete. În toamna anului 1827, fiind ciumă în București, Ion Heliade Rădulescu și Stanciu Căpățîneanu au plecat la Golești, unde se afla C. Golescu: „Acolo, în altarul bisericii -scria I.H. Rădulescu -, Constantin Golescul [Dinicu] , Heliade și Căpățîneanu susemnară jurămîntul secret de a propaga și împlini condițiunile sau articolii programului...Jurăm, în cele după urmă, că nici o pată de sînge, nici o violare nu va întina împlinirea datoriilor noastre”. După moartea lui Dinicu, programul Societății Literare ,adoptat în 1827,  a rămas să fie îndeplinit numai de către Heliade, întrucât cel de-al treilea membru al Societății secrete a plecat la Craiova. 
Ședințele Societății aveau loc în casele luxoase ale lui Dinicu Golescu, pe Podul Mogoșoaiei. Stolnicul Dinicu Golescu a comandat, între 1812 și 1815, zidirea unei locuințe particulare, lângă biserica Krețulescu din București, o casă mare cu etaj, cuprinzând peste 25 de încăperi, între care și un salon foarte încăpător, pentru acele vremuri. În anul 1832, aceste case trec în proprietatea statului, care instalează în ele „Sfatul Administrativ”. În 1837, Alexandru D. Ghica-Vodă face din această casă locuința sa personală, dându-i numele de Curte Domnească, iar urmașii acestuia Gheorghe Bibescu și Barbu Știrbey păstrează casa domnească, numai ca „palat de țeremonie”. Tot în acest palat a locuit Alexandru Ioan Cuza , de la 1859 până în seara zilei de 10 spre 11 februarie 1866, când a fost silit să abdice. 
Din anul 1833, Societatea literară se va numi Societatea filarmonică, de asemenea cu scop politic, mascat de preocupările literare. Societatea  filarmonică milita pentru dezvoltarea literaturii, a artelor și a teatrului românesc, în care scop a înființat și o școală, denumită Școala filarmonică, unde director și profesor de literatură era Heliade iar Costache Aristia profesor de declamație. Statutele Societății filarmonice au fost publicate apoi în gazeta Curierul românesc din 1835.
Din inițiativa și cu sprijinul financiar al unui grup de boieri luminați, în frunte cu Dinicu Golescu, la Leipzig în Germania s-a înființat prima revistă în limba română „Fama Lipschii” , tipărită în perioada iunie-decembrie 1827, cu apariție săptămânală. Redactorii săptămânalului au fost doi studenți români, aflați la studii în Leipzig: I. Mihail C. Rosetti și Anastasie Lascăr. Începând cu numărul al doilea,  publicația s-a numit Fama Lipschii pentru Dația.Unicul număr păstrat de la această publicație este nr. 7 din noiembrie 1827, care se află în Biblioteca Brukenthal din Sibiu.
Dintre scrierile sale, cea mai importantă este Însemnare a călătoriei mele, Constantin Radovici din Golești, făcută în anul 1824, 1825, 1826, în Austria, Italia, Bavaria, Elveția și tipărită la Buda în 1826. Este primul jurnal de călătorie tipărit din literatura română. Notele sale de drum cuprind referiri critice la starea de înapoiere socială și culturală a Țării Românești. Sub raportul limbii literare, lucrarea lui Golescu oglindește trecerea de la limba română literară veche la limba română literară modernă. Insemnările de călătorie au fost scrise mai întâi în greacă, apoi în limba română.
În însemnările sale de călătorie, Dinicu Golescu a încercat să pătrundă atât esența lucrurilor, cât și sufletele oamenilor, spre a le desprinde semnificațiile și a le oferi drept pildă boierilor. El considera necesar ca boierii să renunțe la aproape toate plăcerile lor, la lux, pentru a nu mai fi vanitoși. Dintre toate comparațiile pe care le face Dinicu Golescu între cele văzute în țările avansate și cele văzute în țara sa, cea mai semnificativă, cea mai elocventă pentru atitudinea sa de patriot luminat este comparația pe care o face între situația țărănimii române, aflată în relații feudale, înapoiate, de muncă și cea a țărănimii din occidentul european.
În călătoria sa, Golescu vrea să vadă totul și, cu toate că poartă îmbrăcăminte orientală, intră pretutindeni, în cabina motorului de pe vapor ca să-i prindă „meșteșugul”, sau în spitalul de nebuni. El are sperietura primitivului de tot ce e „cu meșteșug” și măsoară valorile estetice cu „stânjenul”. La Veneția îl atrage mașinăria celor doi „draci” care bat orele în turnul ceasornicului. Încolo, orașul i se pare fără meșteșug „arhitectonicesc”. Cadrele din Palatul Dogilor le măsoară cu stânjenul, Domul din Milano e evaluat la „240 stînjini”. Cu incapacitatea lui de a se analiza, el cade în extaze profunde la cele mai neînsemnate lucruri (apud G. Călinescu, op. cit.). „Au noao clopote- scrie el despre catedrala din Berna- pe care trăgându-le cu meșteșug, nu fac numai sunete de clopote mari sau mici, ci fac o armonie foarte plăcută urechilor, dimpreună jalnică și grozavnică”.
În a sa Însemnare... Dinicu Golescu scrie astfel despre Brașov: „Kronștatd, ce-i zic Româneaște Brașov. Acest oraș este în ținutul Sibenbirgen [Sibenbürgen, Transilvania] în județul Bârsi(i) mic și cetățuit, dar îndestul lăcuit, având peste douaăzeci de mii lăcuitori, căci este aproape de hotarăle Prințipatului Valahii și negoțul să află în mare  lucrare. Acesta să otcârmueaște cu ale sale de osibite pravile și obiceiuri, supt stăpânirea austriecească.”
Dinicu Golescu a înzestrat prin contribuția sa directă învățământul, scriind și tipărind o carte începătoare de studii, tipărind o culegere de tratate între Rusia și Turcia, referitoare la Principatele române, traducând și tipărind lucrări din limba greacă, o traducere a unei colecții de pilde în 1826, intitulată Adunare de pilde bisericești și filosoficești. Tălmăcite de pre limba grecească în cea românească de Constantin din Golești, Buda, 1826; de asemenea a publicat  și un tratat de filozofie morală în 1827.
Epitaful scris de Ion Heliade la moartea lui Dinicu (Constantin) Golescu, publicat în Curierul românesc din 9 octombrie 1830, conține: „Te înalți, pieri dintre noi, dar pomenirea ta nu va pieri, scrisurile tale vor sta de față și aici, și înaintea judecății  cei înfricoșate! numele tău va fi drag învățăturii și celor ce se adapă de dînsa”.

## Contribuția lui Dinicu Golescu la dezvoltarea învățământului românesc
Școala din Golești se înscrie în contextul învățământului românesc de la începutul secolului al XIX-lea ca una din primele școli secundare în limba română, din Țara Românească, din mediul sătesc, cu o programă de învățământ superioară, ce rivaliza cu cea a școlilor de renume cunoscute de Dinicu Golescu în țările europene vizitate.
Această școală cu programul său cuprinzător și cu profilul său social democratic îl situează pe Dinicu Golescu printre ctitorii învățământului românesc alături de Gheorghe Lazăr, Gheorghe Asachi și alții.
Personalitate complexă, Dinicu Golescu poseda cunoștințe în domeniul culturii clasice și al disciplinelor umaniste ca și în cel al altor științe: fizica, matematica, astronomia și geografia.
Călătoria în Europa îi deschide un orizont mai larg și-i dă oportunitatea de a vedea starea de înapoiere a țării în comparație cu țările unde capitalismul triumfase și să întrevadă necesitatea dezvoltării în aceeași direcție a economiei, organizării politice și culturii din Țara Românească, notând în Însemnările sale: „Cum puteam, ochi având să nu văd, văzând să nu iau aminte, luând aminte să nu asemăn, asemănând, să nu judec binele și să nu poftesc a-l face arătat compatrioților mei?”.
Școala din Golești, menită să traducă în fapt planurile de iluminist ale lui Dinicu Golescu, era firesc să fie încredințată unui cărturar de seamă cu știință și bună cunoaștere a limbii latine transilvăneanului Aaron Florian, istoric român, propagator în Muntenia al ideilor Școlii Ardelene.
În cei 6 ani de studii, elevii erau desprinși „să scrie și să citească corect în limba română, li se dădeau noțiuni de istorie și geografie a patriei, li se lărgea orizontul cultural pentru studierea istoriei universale și geografiei continentelor, formându-se și un cadru adecvat înțelegerii locului poporului nostru în ansamblul istoriei lumii. Studierea limbii latine contribuia în concepția lui Dinicu Golescu și a lui Aaron Florian, la înțelegerea structurii gramaticale și a lexicului limbii române”.
Limbile moderne (germană și italiană) puneau pe elevi în contact cu literatura altor popoare.
La acestea se adăugau studiul matematicii, filosofiei, logicii și metafizicii și cel al științelor naturii.
Dinicu Golescu se sprijină de la început pe principiul devenit tradiție, moștenit de la Gheorghe Lazăr, acela de a păstra învățământul cu un caracter național. Lupta pentru un învățământ în limba maternă a constituit esența activității marilor învățați ai pedagogiei clasice universale: John Locke, Komensky, Pestalozzi, Ușinschi. În țara noastră această idee va fi susținută de oameni de cultură înaintați, începând cu Gheorghe Lazăr, Gheorghe Asachi și consolidată de Dinicu Golescu, Petrache Poenaru și alții.
În predarea materiilor se folosea limba română, cu toate acestea însă, Dinicu Golescu nu era un exclusivist, ci admitea pe lângă predarea materiilor în limba română, studierea altor limbi: franceză, germană, greacă și italiană.
Gratuitatea învățământului este o altă caracteristică a școlii lui Dinicu Golescu, elevii având „toată învățătura fără de nicio plată”, caracteristică ce se îmbină armonios cu aceea de a fi accesibilă tuturor elevilor de orice stare socială ar fi fost: „negutățătoriu sau boieriu, sau birnic, sau măcar și rob”. 
În cadrul preocupărilor sale pedagogice, Dinicu Golescu a acordat o deosebită atenție instruirii și a fetelor prin școală, problemă ce constituia o latură deficitară a învățământului feudal și postfeudal de pretutindeni. A fost unul din reprezentanții curentului luminist pentru emanciparea femeilor prin cultură, alături de Eufrosin Poteca, Ion Heliade Rădulescu etc. Acest curent se sprijinea în primul rând pe ideile lui Jean-Jacques Rousseau, pentru care Dinicu Golescu avea o mare considerație, percepându-l un „binefăcător al noroadelor” și a cărui casă a vizitat-o, cu prilejul călătoriei sale în Geneva.   
Din acest punct de vedere, școala de la Golești poate fi considerată ca fiind una dintre primele școli mixte din Țara Românească, deschisă: „Așijderea și pentru fete care pe lângă învățătura cărții vor asculta și învățătură de câte lucruri cuviincioase de a ști o muiare”.   
Tot ca o aplicare a principiului mixtării învățământului a existat în intenția lui Dinicu Golescu întemeierea la Belvedere-București a unui Institut pentru educarea fetelor (1830), dar moartea neașteptată l-a împiedicat să-și înfăptuiască acest proiect.   
Paralel cu instrucția școlară propriu-zisă, fetele învățau să împletească, să coasă și alte asemenea lucruri utile, mergând pe principiul îmbinării muncii teoretice cu abilitățile practice. Din acest punct de vedere, al unui învățământ practic, suntem în fața „unui tip de școală de factură pestalozziană”. Atât din modul de organizare a școlii cât și din programul ei reiese că Dinicu Golescu cunoștea activitatea pedagogică practică a pedagogului elvețian Pestalozzi.   
Elevii școlii din Golești au fost inițiați și în tainele artei dramatice și a muzicii. Astfel, se înfiripă prin eforturile lui Dinicu Golescu, un mic teatru școlar în limba națională la Golești. O mărturie în acest stă o scrisoare a unui piteștean publicată în „Curierul românesc” din aprilie 1830, care a asistat la examenele elevilor din Golești, examene ce ce desfășurau la Pitești și care erau o adevărată sărbătoare.   
Pe ctitorul școlii din Golești îl întâlnim și ca autor de manuale didactice pe care le împarte gratuit elevilor săi.      
Astfel, întocmește el însuși o „Adunare de pilde bisericești și filosoficești, de întâmplări vrednice de mirare, de bune gândiri și bune neravuri, de fapte istoricești și anecdote” (416 pagini) pe care o dă la tipar la Buda, în anul 1826. „Partea a doua acestei cărți cuprinde o serie de pilde extrase din mici istorioare cu animale, întâmplări pline de tâlc din viața bărbaților iluștri din antichitate și lucrarea lui Xenofon despre economie, toate traduse din limba greacă de marele logofăt după manualele profesorului Ștefan Comita”.       
Tot din necesități didactice, marele logofăt traduce și lucrarea lui Neofit Vamva, „Elementuri de filosofie morală” imprimată în anul 1827 la București. Se reproduc apoi biografia și învățăturile celor mai cunoscuți moraliști ai lumii din care elevii puteau să tragă unele învățături folositoare în viața de toate zilele.       
Ca o necesitate pentru buna desfășurare a procesului de învățământ ,în școala de la Golești a fost aplicată în predare metoda lancasteriană. Aaron Florian a fost inițiat în această metodă de către I.H. Rădulescu, care în toamna anului 1827 vine la Golești, de teama epidemiei de ciumă din București, înscriindu-și cu această ocazie numele printre profesorii acestei școli.      
Dinicu Golescu a continuat să lupte și în anii următori pentru dezvoltarea învățământului românesc, propunând în programul „Societății Literare” fondată la Golești în anul 1827 împreună cu programul Societății Literare fondată la Golești în anul 1827 împreună cu Ion Heliade Rădulescu și Stanciu Căpățâneanu, următoarele scopuri în domeniul învățământului:      
1. Transformarea școlii de la Sf. Sava în colegiu și crearea unei școli asemănătoare la Craiova.
2. Înființarea de școli normale în reședințele de județ.
3. Crearea școlilor primare în fiecare sat.

Influența exercitată de Dinicu Golescu asupra concepțiilor școlare și pedagogice din a doua jumătate a secolului al XIX-lea a avut un caracter pozitiv. Prevederile Programului Societății Literare privind dezvoltarea învățământului au fost preluate și dezvoltate în programul general al revoluției de la 1848 din Țara Românească, care a înscris la punctul 16 „Instrucție egală și întreagă pentru tot românul de amândouă sexele” și își propunea un sistem de învățământ național complet pe trei grade, general, gratuit și obligatoriu.
Ideile pedagogice ale lui Dinicu Golescu au îmbogățit patrimoniul cultural al poporului român, confirmând astfel pe deplin previziunea cuprinsă în necrologul rostit de Ion Heliade Rădulescu, la moartea lui Dinicu Golescu: „Numele tău va fi drag învățăturii și celor ce se adapă din dânsa”.

## Scrieri
- Însemnare a călătoriei mele făcută  în anul 1824, 1825, 1826, Constantin (Dinicu) Golescu. Tipărită din nou și însoțită de o introducere de Nerva Hodoș, Bibliotecar-ajutor al Academiei Române. București, (Tip.  "Cooperativa"), 1910, 148 p.
- ~ Idem. Editura populară. București, Editura Librăriei Socec & Co, 1911, 246 p. (Biblioteca Populară "Socec", nr. 108-110). Prefață de Nerva Hodoș
- ~ Idem. Cu o prefață, indice de lucruri, și cuvinte de Petre V. Haneș, Profesor secundar. București, "Minerva", Institutul de Arte Grafice și Editură - 1915, 238 p.